# آقاسی یسایان
آقاسی آرشاکی یسایان (ارمنی: Աղասի Արշակի Եսայան؛  زادهٔ ۲۵ اوت ۱۹۱۴ - درگذشته ۸ ژوئیهٔ ۱۹۸۳) یک حقوق‌دان و استاد اهل ارمنستان بود.

## زندگی‌نامه
در ۷ سپتامبر [سبک قدیمی: ۲۵ اوت] ۱۹۱۴ در بوغوس‌کیلیسا به دنیا آمد و از دانشکده حقوق دانشگاه دولتی ایروان (۱۹۴۳) آکادمی دیپلماتیک وزارت امورخارجه فدراسیون روسیه (۱۹۴۷) فارغ‌التحصیل شد. وی در وزارت امور خارجه اتحاد جماهیر شوروی و دانشگاه دولتی ایروان فعالیت می‌کرد.  وی همچنین برنده دانشمند شایسته ارمنستان شوروی شده است. وی در ۸ ژوئیهٔ ۱۹۸۳ در سن ۶۸ سالگی در ایروان درگذشت.

## یادداشت
1. ↑  իրավաբանական գիտությունների դոկտոր